# Michael Vatcher

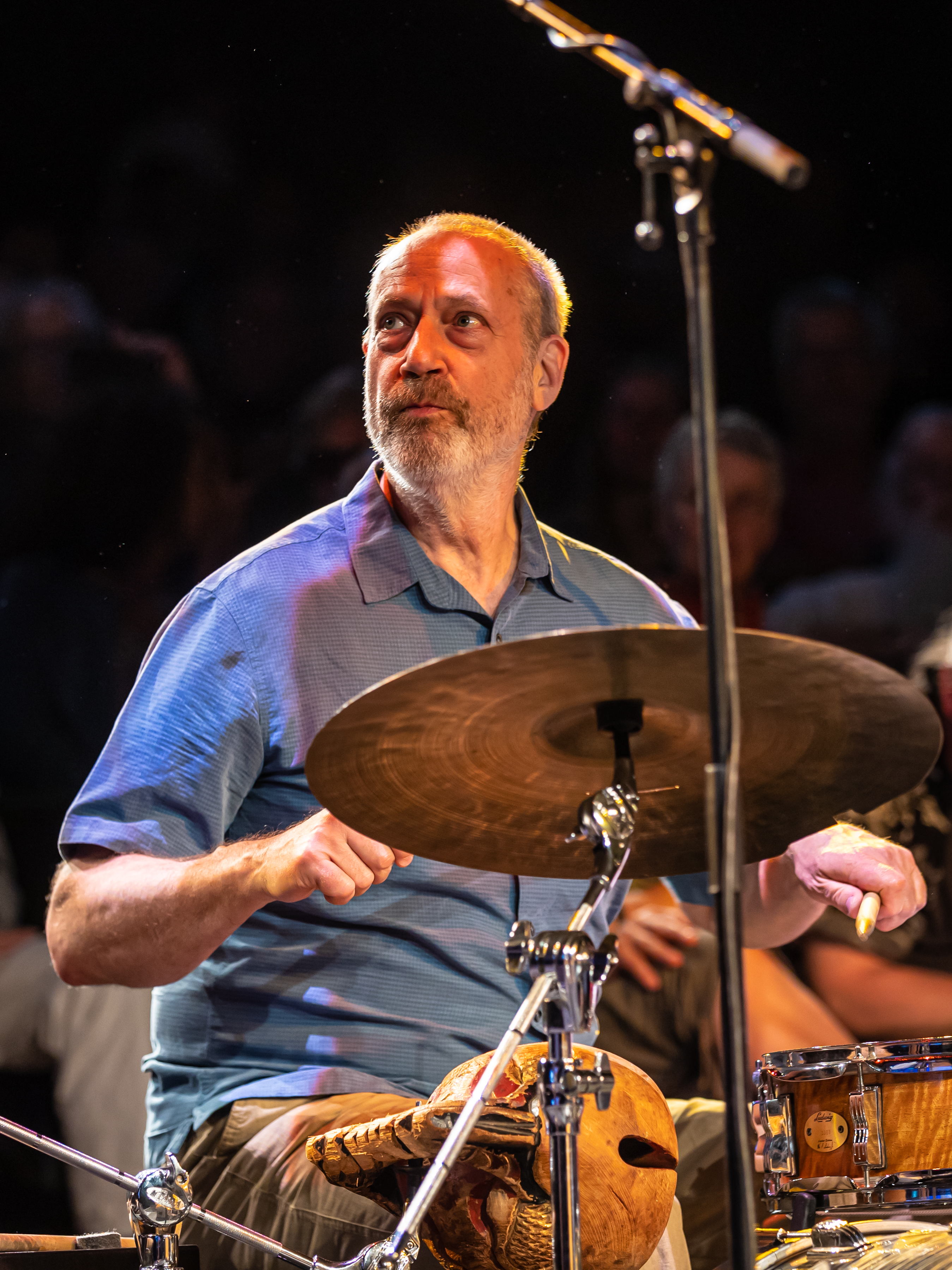
Michael Vatcher beim Moers Festival 2022

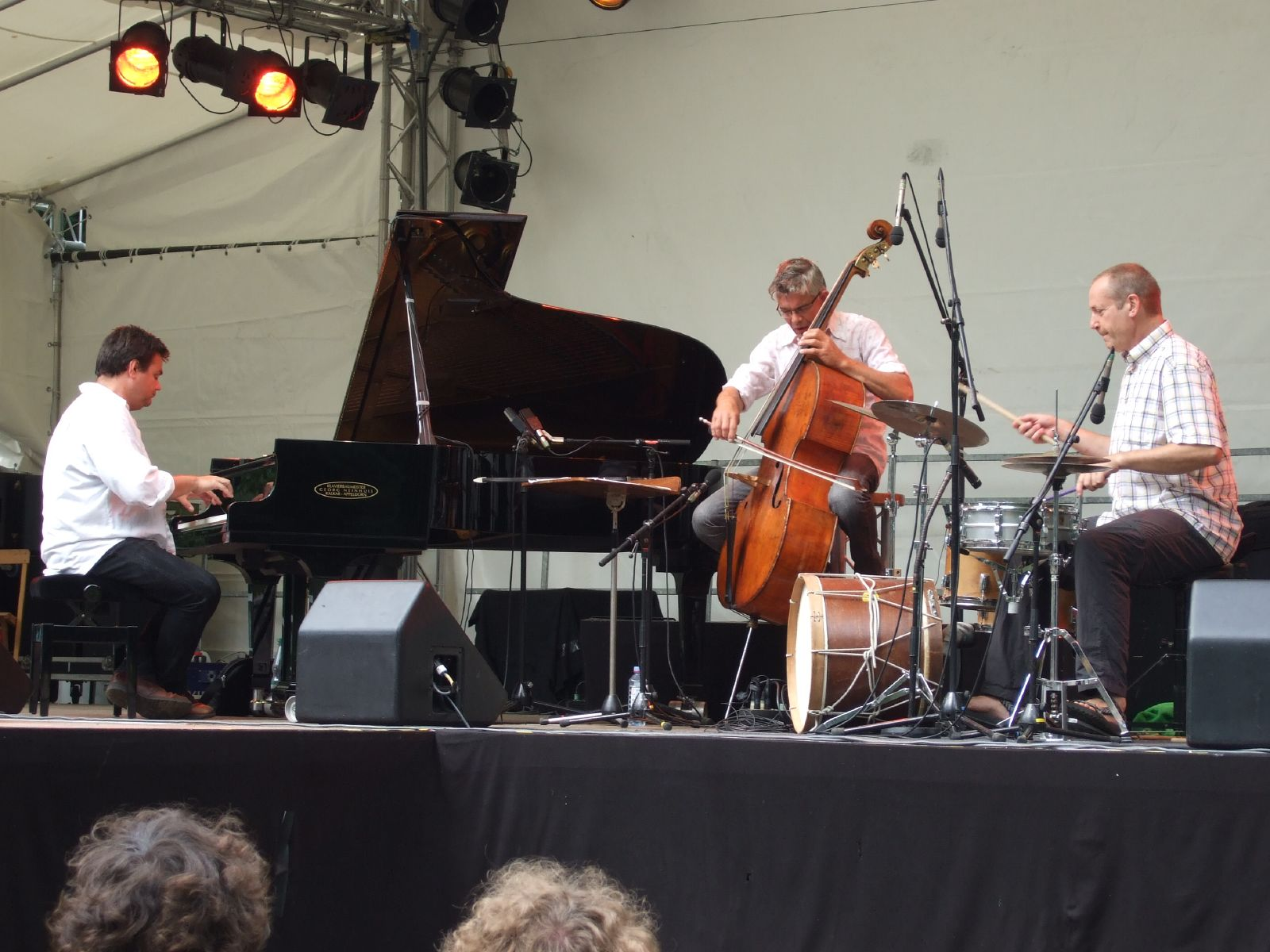
Michael Vatcher (rechts) im Trio Braam/DeJoode/Vatcher 2007 beim Festival OffsideOpen

Michael Vatcher (* 12. November 1954 in Eureka) ist ein US-amerikanischer Jazzperkussionist, der mehr als 35 Jahre in den Niederlanden lebte.

## Leben und Wirken
Vatcher wuchs in Kalifornien auf und hatte als Kind Vibraphon- und Snaredrum-Unterricht. Er studierte am College of the Redwoods in seiner Geburtsstadt. In Kalifornien arbeitete er mit Michael Moore, außerdem auch mit John Handy und Terry Gibbs. Mit 22 Jahren zog er nach New York, wo er Schlagzeugunterricht bei Joey Baron nahm.  Dort schloss er sich der Gruppe Available Jelly an, die im Bundesstaat Utah von dem Multiinstrumentalisten Gregg Moore und dem Saxophonisten Stuart Curtis gegründet wurde, zu ihr gehörte zunächst auch der Trompeter Jimmy Sernesky und Moores Bruder, Michael Moore. Die Band kam erstmals im Sommer 1979 nach Europa, um die Theatermacher, Tänzer und Clowns der Great Salt Lake Mime Troupe zu begleiten. In Amsterdam trat Vatcher auch mit Ernst Reijseger auf, den er bereits aus New York kannte.
Mit den Mitgliedern von Available Jelly zog er 1981 nach Amsterdam. Neben seiner Tätigkeit in dieser Band (wie Bilbao Song, 2005), die bis 2011 bestand, war er in Gruppen wie dem Tristan Honsinger Sextet, dem Maarten Altena Ensemble, The Ex, Roof (mit Phil Minton, Tom Cora und Luc Ex), im Quartett Diftong mit Han Buhrs, Cor Fuhler und Wilbert de Joode sowie im Trio mit Michiel Braam und Wilbert de Joode tätig. 1988 trug er zum Album Spy vs. Spy von John Zorn bei. Er spielte afro-karibische und südafrikanische Rhythmen in den Gruppen von Franky Douglas, Sean Bergin und Joe Malinga und klassische Filmmusik mit dem Orkest Amsterdam Drama unter Maurice Horsthuis. Mit der Bassistin Lindsey Horner und Michael Moore machte er drei Alben unter dem Bandnamen Jewels & Binoculars; 2011 nahm er mit der Formation Platform 1 (Joe Williamson, Magnus Broo, Ken Vandermark und Steve Swell) auf. Mit Evan Parker und Richard Barrett legte er 2016 das Album On Growth and Form vor. Zudem trat er u. a. mit Van Dyke Parks, Paul Termos, Simon Nabatov, Georg Gräwe, Frank Gratkowski, Hans Lüdemann, Mark Alban Lotz, Jan Klare , * Steve Swell / Robert Boston (Brain in a Dish, 2019) und Eric Boeren auf.
Daneben arbeitete er als regelmäßiger Begleiter für die School for New Dance Development in Amsterdam und als Partner der Tänzerinnen Katie Duck und Eileen Standley. Nach einem Konzert auf dem North Sea Jazz Festival mit Michael Moore, Achim Kaufmann und Wilbert de Joode kehrte er Mitte 2017 nach New York zurück. Tom Lord zufolge wirkte Vatcher zwischen 1975 und 2018 an 100 Alben mit.